# 东岩
东岩，位于中国广东省汕头市潮阳区城南街道大南居委，现为潮阳区文物保护单位，类型为其他，公布时间为1985年11月22日。
东岩的历史年代为唐—清。